# Bonaventure (bande dessinée)
Pour les articles homonymes, voir Bonaventure.
Bonaventure est une série de bande dessinée belge de Mittéï.

## Personnages
Bonaventure Lupin (Bonaventure est son prénom) semble être un garçon comme les autres. Il semble faible et est victime des autres qui se moquent de lui. Quand il enlève ses lunettes, il provoque des catastrophes inexpliquées qu'il est le seul à ignorer car, sans verres, il n'y voit rien.

## Publication

### Albums
- 1 Bonaventure, Dupuis coll. « Meilleurs Récits du journal de Spirou », Marcinelle, 4e trimestre 1981
Scénario et dessin : Mittéï - Couleurs : quadrichromie -  (ISBN 2-8001-0775-8)
- 2 Pas de chance pour Bonaventure, Dupuis coll. « Meilleurs Récits du journal de Spirou », Marcinelle, 4e trimestre 1983
Scénario et dessin : Mittéï - Couleurs : Studio Leonardo -  (ISBN 2-8001-0999-8)

Cette série est rééditée en ligne sur Internet par le Coffre à BD

### Revues
Bonaventure a connu deux histoires courtes et deux histoires à suivre dans Spirou.
- La Grande Renée, publiée en 1980 du no 2179 au no 2186 du journal Spirou.
- Pas de chance pour Bonaventure, publiée en 1983 du no 2334 au no 2344 du journal Spirou.